# زهيرا (الصومعة)

تعديل مصدري - تعديل

زهيرا هي إحدى قرى عزلة ال اليحوي بمديرية الصومعة التابعة لمحافظة البيضاء، بلغ تعداد سكانها 380 نسمة حسب تعداد اليمن لعام 2004.